# Aeropuerto Regional de Shreveport
El Aeropuerto Regional de Shreveport (en inglés, Shreveport Regional Airport) (IATA: SHV, OACI: KSHV, FAA LID: SHV)  es un aeropuerto de uso público en Shreveport, Luisiana, Estados Unidos. Es propiedad de la ciudad de Shreveport y se encuentra a 7 km (cuatro millas náuticas) al suroeste de su distrito financiero. 
Las pistas y la terminal del aeropuerto son visibles para el tráfico a lo largo de la Interestatal 20. El Aeropuerto Regional de Shreveport fue diseñado para reemplazar al Aeropuerto Central de Shreveport, el cual no se pudo seguir expandiendo debido a la proximidad del Río Rojo.
El aeropuerto tuvo 683,498 pasajeros en el año calendario 2019. Según el Plan Nacional de Sistemas Aeroportuarios Integrados de la FAA, es un aeropuerto de servicio comercial primario.
La FAA clasifica al Aeropuerto Regional de Shreveport como un aeropuerto de "centro pequeño". Para el año calendario 2018, el Aeropuerto Regional de Shreveport se ubicó justo debajo del Aeropuerto Regional de Mobile (Mobile, Alabama) y el Aeropuerto Regional de Augusta (Augusta, Georgia) y justo por encima del Aeropuerto del Parque Nacional del Gran Cañón (Gran Cañón, Arizona) y el Aeropuerto del Condado de Aspen-Pitkin (Aspen, Colorado) en embarques totales.

## Instalaciones
El Aeropuerto Regional de Shreveport tiene un área de 1,625 acres (658 ha) y se encuentra a una altitud de 258 pies (79 m) sobre el nivel medio del mar. Tiene dos pistas de aterrizaje pavimentadas con asfalto: 14/32 de 8,348 por 200 pies (2,544 x 61 m) y 6/24 es de 7,002 por 150 pies (2,134 × 46 m). El aeropuerto está ubicado junto a Hollywood Avenue con fácil acceso a la Interestatal 20.
En 2009, el aeropuerto abrió una terminal de carga de $ 30 millones, que permite agilizar la logística para el Parque Industrial Aero Park. En dicha terminal se encuentran italaciones de United Parcel Service, FedEx, Integrated Airline Solutions, USA Jet y Empire Airlines. La terminal cuenta con acceso inalámbrico y un restaurante entre los dos controles de seguridad. El aeropuerto también es un destino alternativo para los vuelos de American Airlines que no pueden aterrizar en Dallas-Fort Worth Int'l y United Airlines que no pueden aterrizar en el Aeropuerto Intercontinental de Houston debido al mal tiempo.
En 2018, Western Global Airlines creó un centro de mantenimiento consolidado en el Aeropuerto Regional de Shreveport para servir a su creciente flota de aviones Boeing 747 y McDonnell-Douglas MD-11, aprovechando las instalaciones que abandonó la aerolínea Expressjet en junio del 2017. La instalación recibió su primer Boeing 747 el 17 de agosto de 2018.

## Aerolíneas y destinos

### Pasajeros
| Aerolíneas       | Destinos                                                                   |
| ---------------- | -------------------------------------------------------------------------- |
| Allegiant Air    | Las Vegas, Orlando/Sanford Estacional: Destin/Fort Walton Beach, Nashville |
| American Eagle   | Charlotte, Dallas/Fort Worth                                               |
| Delta Connection | Atlanta                                                                    |
| United Express   | Denver, Houston-Intercontinental                                           |

### Carga
| Aerolíneas    | Destinos                                   |
| ------------- | ------------------------------------------ |
| Aeronaves TSM | Chihuahua, Guanajuato, Querétaro, Saltillo |
| FedEx Express | Memphis                                    |
| UPS Airlines  | Huntsville, Louisville                     |

## Estadísticas

### Tráfico anual
Tráfico anual de pasajeros en SHV, 2009–presente:
| Año  | Embarques | Desembarques | Pasajeros totales | % cambio    |
| ---- | --------- | ------------ | ----------------- | ----------- |
| 2009 | 254,737   | 252,716      | 507,453           | Sin cambios |
| 2010 | 253,616   | 251,910      | 505,526           | -0.38%      |
| 2011 | 280,046   | 277,153      | 557,199           | +10.22%     |
| 2012 | 290,200   | 278,414      | 568,614           | +2.05%      |
| 2013 | 292,986   | 292,820      | 585,806           | +2.15%      |
| 2014 | 318,513   | 315,397      | 633,910           | +8.31%      |
| 2015 | 305,061   | 307,506      | 612,567           | -3.45%      |
| 2016 | 287,978   | 286,357      | 574,335           | -5.45%      |
| 2017 | 291,447   | 279,730      | 561,177           | -1.88%      |
| 2018 | 315,803   | 313,506      | 629,309           | +12.14%     |
| 2019 | 345,718   | 337,780      | 683,497           | +8.61%      |
| 2020 | 160,793   | 159,427      | 320,220           | -53.15%     |
| 2021 | 255,414   | 248,907      | 504,321           | +57.49%     |
| 2022 | 281,976   | 277,057      | 559,033           | +10.85%     |
| 2023 | 317,076   | 310,662      | 627,738           | +12.29%     |
| 2024 | 362,959   | 352,574      | 715,533           | +13.99%     |